# Þórsson
Þórsson ist ein männlicher isländischer Name.

## Herkunft und Bedeutung
Der Name ist ein Patronym und bedeutet Þórs Sohn. Die weibliche Entsprechung ist Þórsdóttir (Þórs Tochter).

## Varianten
- Thorsson (schwedisch)

## Namensträger
- Bjarni Haukur Þórsson (* 1971), isländischer Regisseur, Drehbuchautor und Produzent
- Willum Þór Þórsson (* 1963), isländischer Politiker (Fortschrittspartei)